# 양종옥
양종옥(1964년 3월 9일 ~ )은 대한민국의 유도 선수이다. 그는 1992년 하계 올림픽 남자 미들급 경기에 출전했었다.